# 7,62×45mm

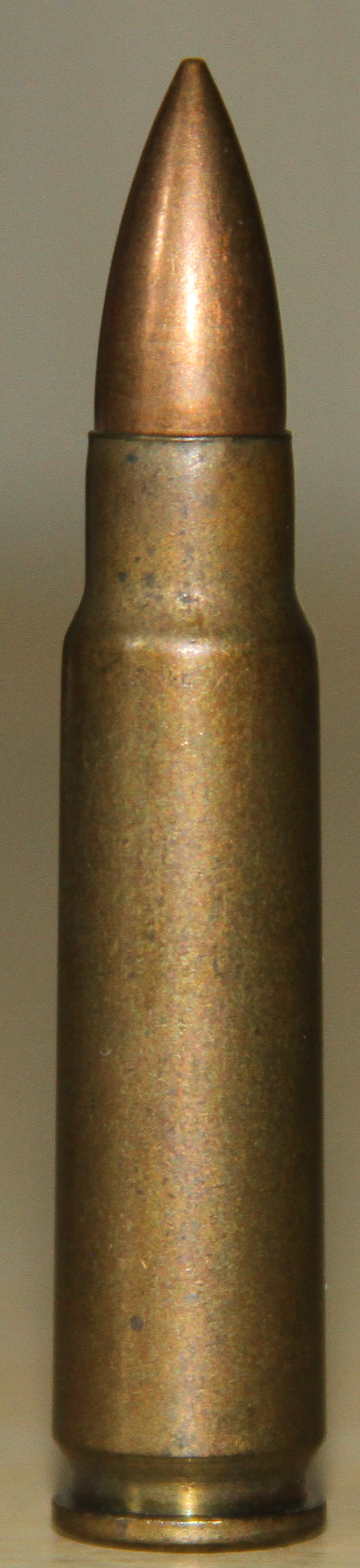
7,62×45mm

O 7,62×45mm (designado como 7,62 × 45 pela C.I.P.) é um cartucho intermediário de fuzil sem aro e com gargalo desenvolvido na Tchecoslováquia. É disparado pelo fuzil semiautomático vz. 52 e pela metralhadora leve vz. 52. O cartucho foi posteriormente retirado de uso quando foi substituído pelo cartucho padrão do Pacto de Varsóvia de 7,62×39mm da União Soviética. Sua velocidade de saída e energia de saída são ligeiramente superiores às do cartucho 7,62×39mm e estão no mesmo nível do cartucho .30-30 Winchester, com projéteis equivalentes.

## Galeria

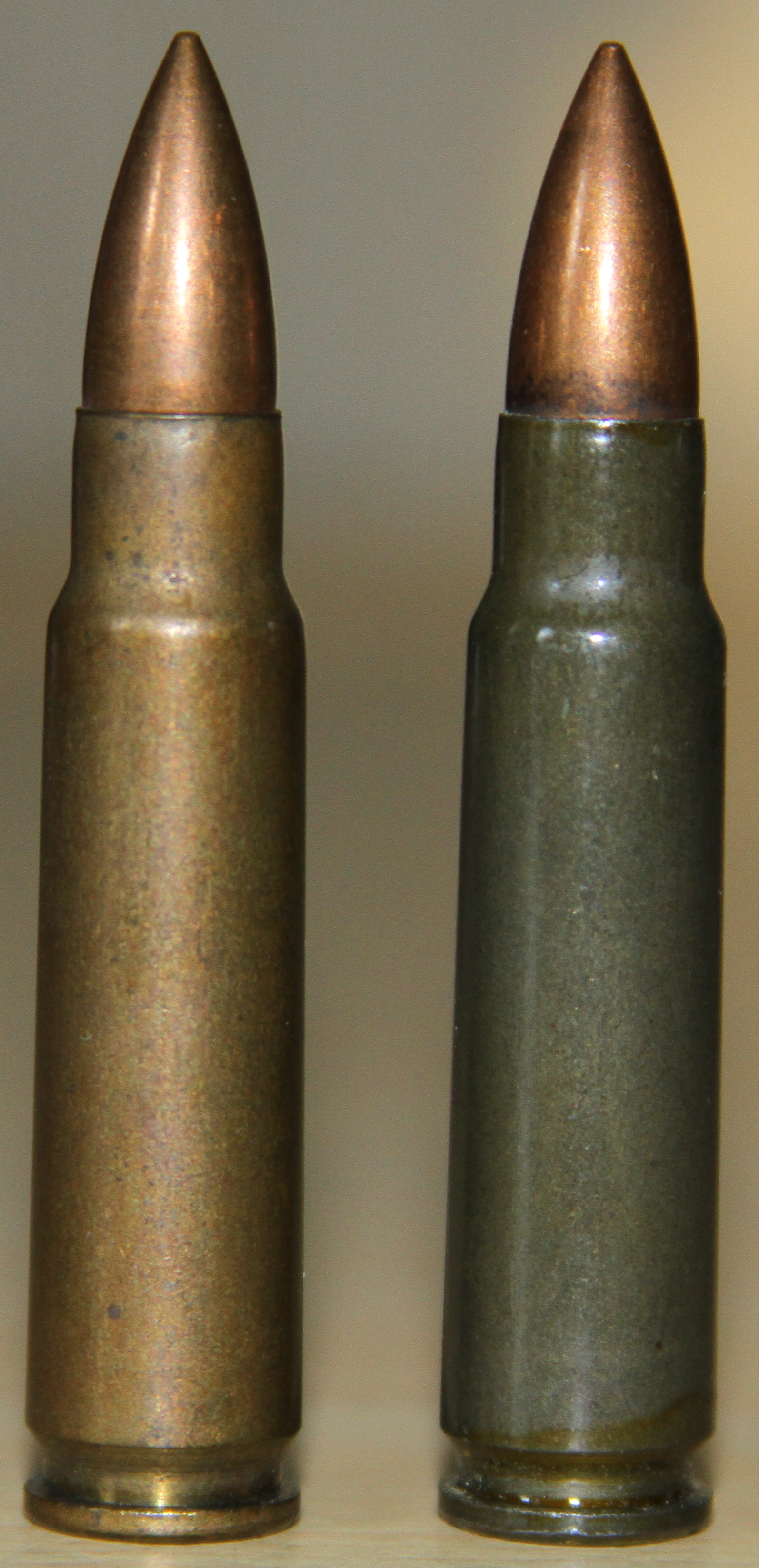
Cartucho 7,62×45mm com estojo de latão (esquerda) e cartucho 7,62×45mm com estojo de aço (direita).
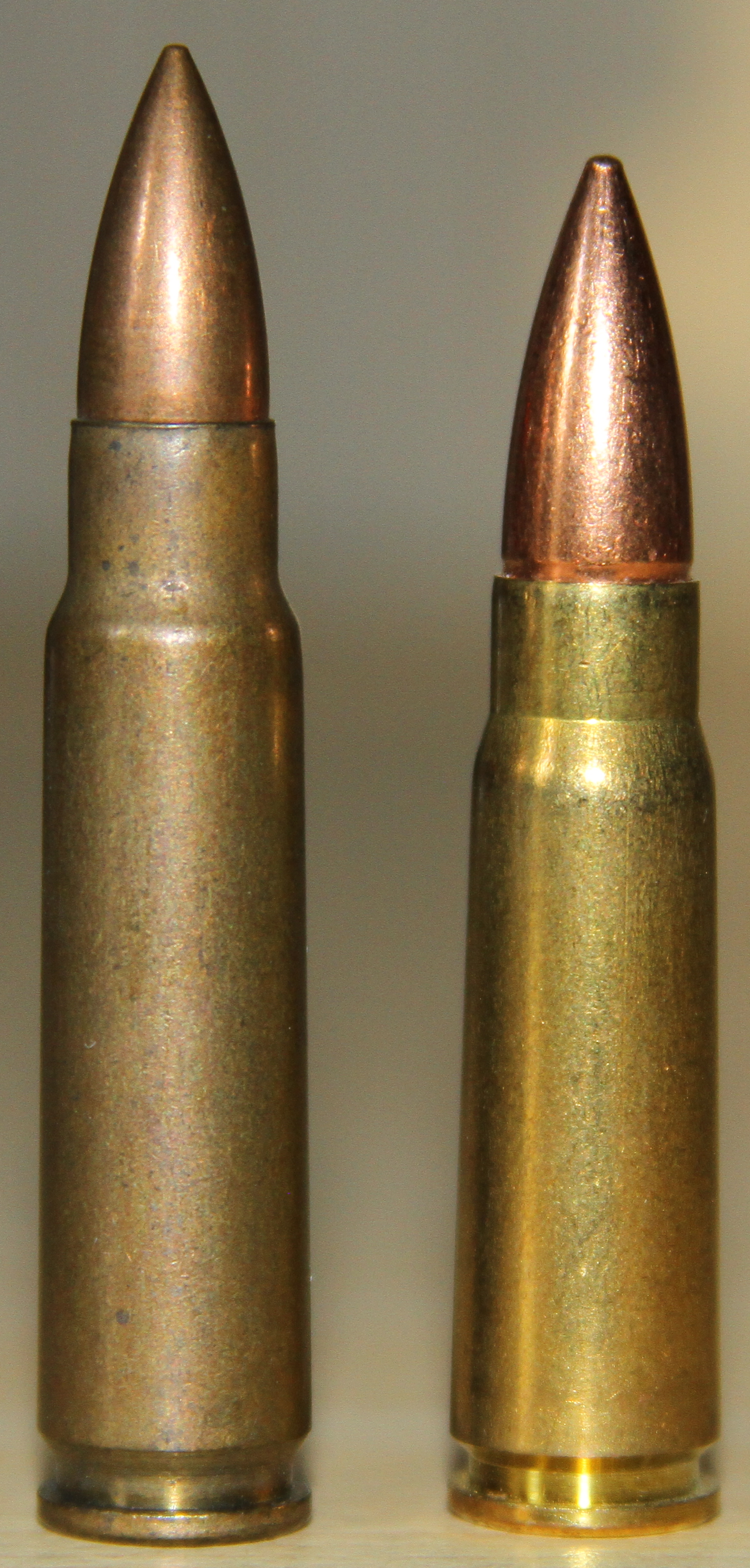
Cartucho 7,62×45mm (esquerda) e cartucho 7,62×39mm (direita).